# Flos palawanus
Flos palawanus är en fjärilsart som beskrevs av Otto Staudinger 1889. Flos palawanus ingår i släktet Flos och familjen juvelvingar. Inga underarter finns listade i Catalogue of Life.